# جرف (الرشيدية)
الجرف بلدية تنتمي إلى إقليم الراشيدية وتبعد عنها ب76 كلم وعن مدينة أرفود ب19 كلم وتتميز بوجود سوق الأربعاء بها.
تضم البلدية جماعتين قرويتين
- عشورية.
- فزنة.

والجرف بلدة صغيرة واهلها كرماء
ملها عدة منتوجات فلاحية أهمها التمر (امجهول_الفكوس _الخلط)